# کیفیسیا
شهر کیفیسیا در استان آتیک در کشور یونان واقع شده است که دارای جمعیت ۴۶٬۶۹۴  نفر می‌باشد.